# Как слониха упала с неба
«Как слониха упала с неба» (англ. The Magician’s Elephant, «Слониха фокусника») — сказочная повесть (роман) американской детской писательницы Кейт Дикамилло, рассказывающая о мальчике, который благодаря упавшей с неба слонихе находит свою потерянную младшую сестру. Опубликована в 2009 году. В 2011 году вышла в русском переводе Ольги Варшавер.

## Сюжет
Действие происходит в конце XIX века в городке Балтиз (неназванной страны). Десятилетний мальчик по имени Питер Огюст Дюшен живёт с опекуном, старым и больным солдатом Вольно Луцем, который хочет и из Питера сделать солдата. Родители Питера умерли: отец на поле боя, а мать — при родах его младшей сестры. По словам Луца, сестра Питера родилась мёртвой, однако от прорицательницы, которая заезжает в городок, Питер узнаёт, что его сестра жива, а найти её поможет слониха. В Балтизе никогда не было слонов, но происходит нечто удивительное: во время представления фокусника в оперном театре вместо букета цветов на колени мадам ЛеВон падает, проломив крышу, настоящая слониха. Она ломает обе ноги мадам ЛеВон, а фокусника сажают в тюрьму. Саму слониху позже берёт к себе в замок графиня Квинтет. Между тем, хотя Питер не знает об этом, его сестра Адель действительно жива и находится в детском приюте, куда её отдали сразу после рождения. Ей снится сон о слонихе, которая пришла её забрать, и она надеется, что скоро её заберут из приюта.
Графиня Квинтет сообщает, что в первую субботу месяца все желающие смогут посмотреть на слониху у неё во дворце. Выстраивается огромная очередь, и Питер надеется узнать от слонихи, как найти его сестру. Однако подойдя к слонихе, он видит лишь отчаяние в её глазах: она сама не понимает, как оказалась здесь, и хочет вернуться домой. Тогда Питер решает помочь слонихе. С помощью соседа, усатого полицейского Лео Матьена, Питер говорит с фокусником в тюрьме, и тот обещает попытаться отменить своё заклятие, если к нему приведут слониху и мадам ЛеВон. Ночью Питер и Лео Матьен берут с собой мадам ЛеВон, которую в коляске везёт её слуга, заходят в замок за слонихой, за которой ухаживает горбун Барток Уинн, и все вместе идут к тюрьме. Адель просыпается и, увидев в окно слониху, выбегает на улицу, где её окликает по имени монашка Мэри из приюта. Услышав имя Адель, Питер понимает, что это его сестра. Адель и Мэри присоединяются к шествию. В тюрьме фокусник произносит заклинание, и слониха исчезает. Мадам ЛеВон прощает фокусника, и его выпускают из тюрьмы. Питера и Адель усыновляет Лео Матьен с женой.

## Отзывы

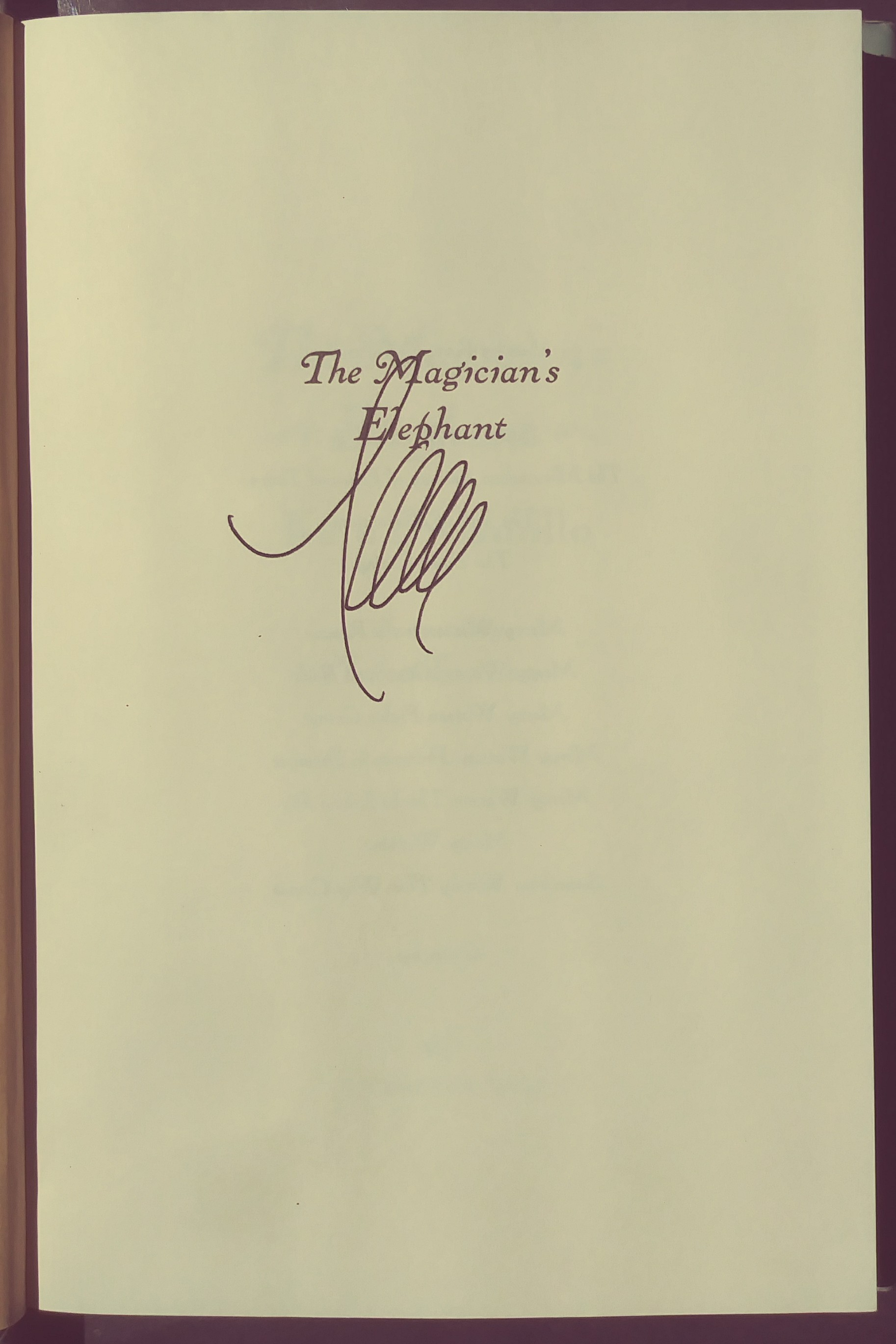
Титульный лист книги с автографом автора

Марина Аромштам пишет о том, что в отличие от традиционных волшебных сказок, где «реальный и волшебный мир были чётко отделены друг от друга», современная сказка «всё чаще отстаивает „бытовое волшебство“, существующее здесь и теперь, достижимое без всяких специальных волшебных средств». В повести Кейт ДиКамилло «всё устроено именно так: никакой границы между мирами, никаких специальных проникновений. Персонажи сказочной повести — яркие, чудаковатые люди. Но все они — обычные жители провинциального американского городка конца XIX века». Говоря о концовке повести, Аромштам отмечает, что «все, кто сумел объединиться ради слонихи, кто сумел очень сильно её пожалеть — сильнее, чем самого себя, — именно благодаря этому получают то, что когда-то хотели. Обретают нечаянно, совершенно этого не ожидая». Таким образом, сказка «в конце концов утверждает простую истину: настоящее чудо — в силе человеческих чувств, человеческого сострадания».
Обсуждая «философские сказки» ДиКамилло «Удивительное путешествие кролика Эдварда», «Приключения мышонка Десперо» и «Слониха фокусника», переводчица Ольга Варшавер выразила сожаление о том, что в российском издании последняя книга называется «Как слониха упала с неба», — «что, сами понимаете, сразу отправляет ее в разряд малышовых книг. И напрасно». Книгу «Как слониха упала с неба» Варшавер называет своей самой любимой книгой ДиКамилло: «будь я учителем литературы, я разбирала бы эту книгу с младшими подростками, шестиклассниками примерно, потому что такой материал даёт возможность говорить о серьёзнейших содержательных вещах, а заодно и о развёрнутых метафорах, о символике».

## Адаптации
В сентябре 2020 года в Челябинском молодёжном театре состоялась премьера спектакля «Как слониха упала с неба» (режиссёр Иван Пачин).
В декабре 2020 года стало известно, что на канале Netflix запущен в производство полнометражный мультфильм «Как слониха упала с неба», в озвучивании которого принимают участие Ноа Джуп, Бенедикт Вонг, Сиан Клиффорд и Натасия Деметриу. Мультфильм вышел на экраны в марте 2023 года.